# Пітер Мунк
Пітер Мунк (англ. Peter Munk; 8 листопада 1927, Будапешт — 28 березня 2018, Торонто) — канадський підприємець, інвестор та меценат угорсько-єврейського походження.

## Життя

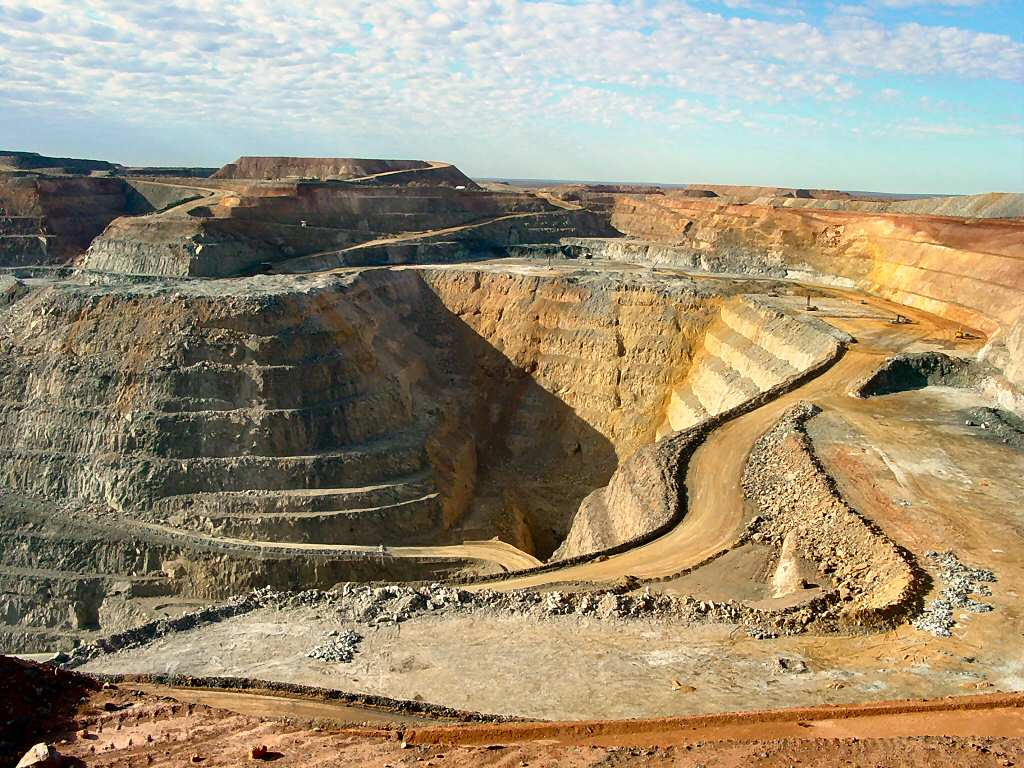
Шахта Super Pit в Австралії, що належить Barrick Gold, 2006 рік

Народився та виріс у заможній будапештській родині, його матір'ю була Катаріна Адлер, а батьком — Лайош «Луї» Мунк, нащадок угорських рабинів, університетських професорів та виробників шоколаду. 30 червня 1944 року Мунк утік з окупованої нацистами Угорщини до Швейцарії на «поїзді Кастнера». Але його мати не змогла втекти, її відправили до концтабору Освєнцім, вона вижила, але пізніше покінчила життя самогубством. Мунк продовжив навчання та вступив до Університету Торонто за студентською візою. Там він здобув ступінь інженера-електрика. У 1958 році він разом із Девідом Ґілмором заснував компанію побутової електроніки «Clairtone». Після початкового успіху, компанію придбав уряд Нової Шотландії в 1970 році та передав під нове керівництво. У 1956 році Мунк одружився з Ліндою Джой Ґаттерсон. У нього було з нею троє дітей. Шлюб закінчився розлученням у 1970 році. У 1973 році він одружився з Мелані Джейн Бозанкет. Вона подарувала йому ще двох дітей.
З 1970 до 1980 року Мунк і Ґілмор працювали у світовій індустрії нерухомості. Вони влаштували відпочинкові комплекси на островах Фіджі, в Єгипті та Чорногорії. У 1980-х роках Мунк заснував «Barrick Petroleum». Співпраця з Glencore поступово призвела до появи Barrick Gold, найбільшої у світі золотодобувної компанії у 2020 році.
Мунк припинив керувати шахтами у 2016 році та помер у Торонто у 2018 році у віці 90 років.

## Нагороди
Мунк отримав почесні відзнаки, почесні докторські ступені та нагороди, включаючи другий за важливістю орден Угорщини та найвищу цивільну нагороду Канади.

## Школа глобальних відносин та державної політики імені Мунка

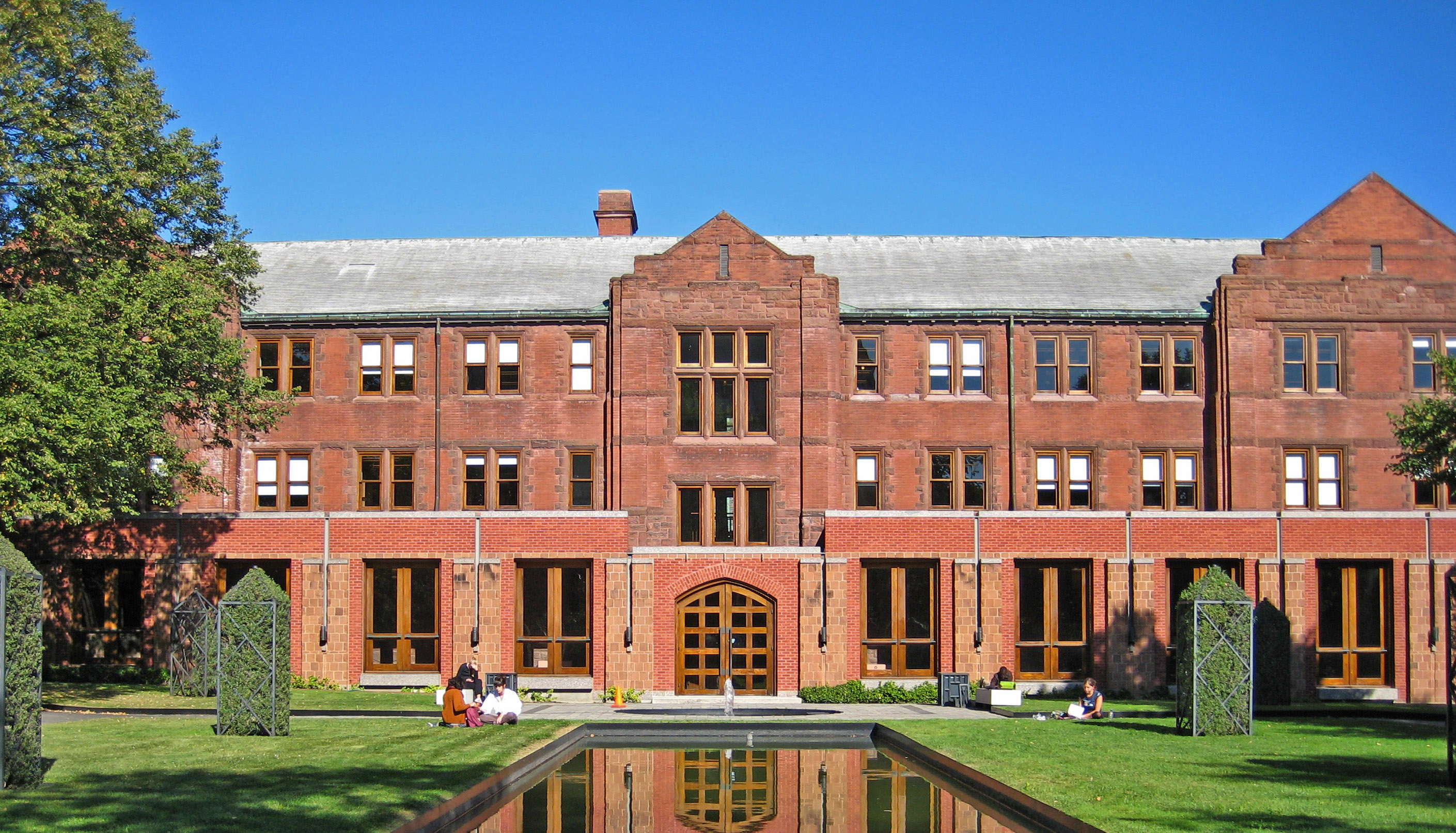
Девонширський будинок, Центр міжнародних досліджень Мунка

У 2000 році було засновано Центр міжнародних досліджень Мунка, який фінансувався фондом, заснованим Пітером Мунком. Міждисциплінарний навчальний центр розташований в історичному Девоншир-Гаузі, де раніше розташовувався Триніті-коледж при Університеті Торонто. Другий філіал відкрився у 2012 році за фінансування Фонду Пітера та Мелані Мунк, уряду Канади та уряду Онтаріо. У квітні 2018 року Школа глобальних відносин Мунка об'єдналася зі Школою державної політики та управління Торонтського університету та була перейменована на Школу глобальних відносин та державної політики Мунка. В інституті є Громадянська лабораторія, міждисциплінарний дослідницький центр з питань розвитку, стратегій та правових основ інформаційно-комунікаційних технологій, прав людини та глобальної безпеки.

## Окремі посилання
1. 1 2 3 4  https://www.theglobeandmail.com/business/article-peter-munk-the-extraordinary-life-of-a-business-legend/
2. ↑  [Архівовано [Дата відсутня], у munkschool.utoronto.ca]